# Fulgenzio Bellelli
Fulgenzio Bellelli (Buccino, 18 giugno 1675 – Roma, 22 gennaio 1742) è stato un religioso italiano, priore generale dell'ordine degli Eremitani e prefetto della Biblioteca Angelica di Roma.

## Biografia
Entrò ancor giovane nel convento degli eremitani del paese natìo, dove si perfezionò nello studio della filosofia e della teologia, conseguendo il titolo di baccelliere. Laureatosi "magister in sacra teologia" il 1707. Divenne priore generale degli eremitani e, successivamente, prefetto della Biblioteca Angelica di Roma. 
Profondo conoscitore del pensiero di Agostino di Ippona, aderì all'"agostinismo rigido" proposto dal cardinal Noris. Nelle sue opere teologiche, Belelli prese chiaramente le distanze dal baianismo e dal giansenismo. Fu tra i più attivi collaboratori dei papi Benedetto XIII e Benedetto XIV.

## Opere
- Mens Augustini de statu creaturae rationalis ante peccatum: Polemica dissertatio adversus aliquot Pelagianos, Bajanos, Jansenianos errores, recentesve quorundam doctorum opiniones (1711)
- Collectio actorum atque allegatorum, quibus ossa sacra Ticini in confessione S. Petri in Coelo aureo anno 1695 reperta esse sacras S. Augustini Hipponensis episcopi, & ecclesiæ doctoris exuvias probatum est, & novissime judicatum (1729)
- Mens Augustini de modo reparationis humanae naturae post lapsum adversus Bajanam, & Jansenianam haeresim juxta apostolicas constitutiones exposita (1737)
- Baianismus redivivus in scriptis PP. FF. Bellelli & Berti, Ordinis Eremitarum S. Augustini (1744)
- Augustinianum systema de gratia ab iniqua Bajani et Janseniani erroris ... (1747)
- Theologia historico-dogmatico-scholastica: seu libri, De theologicis ... (1750)
- Systema Augustinianum de divina gratia (1768)